# Пандемија ковида 19 у Европи
Пандемија коронавируса у Европи 2020. је преглед кретања епидемије коронавирусне болести (COVID-19) изазване новооткривеним вирусом SARS-CoV-2, по земљама у одређеном временском периоду.

## Предуслови
Европа, као једна од регија у оквиру Светске здравствене организације, изузетно је повезана са остатком света. Ванредне ситуације у једној земљи често погађају многе њене суседе. Хуманитарна криза у Сирији, као и епидемије еболе, болести Зика вируса и Блискоисточни респираторни синдром (МЕРС-КоВ), само су неки примери кризних ситуација насталих у другим деловима света које су имале одјека и у Европи.
Ванредне ситуације које директно погађају европску регију укључују све веће епидемије оспица и вируса Западног Нила, терористичке нападе, инфекције контаминираном храном или водом, хемијске изливе, здравствене последице поплава, и земљотреса и украјинску хуманитарну кризу. Овакви догађаји могу страшном брзином уништити или оштетити људски живот и изграђену околину и оставити преживеле пред пустоши у будућности.
Од почетка 2020. године изузетна повезаност Европе са остатком света, још једном је изазвала ванредну ситуацију у Европи овога пута, пандемију Ковида-19 која је у Европу, такорећи муњевито стигла са далеког истока.

## Ток пандемије
Епидемија Ковида-19 започела је у кинеском граду Вухан у провинцији Хубеј и од тада се проширила у Европу. Прво, 24. фебруара 2020. у Француској у којој су јавила три случаја. Потом је мали број случајева евидентиран у различитим европским земљама током првог периода епидемије до краја фебруара. Са наглим порастом броја случајева у Италији, нагло се инфекција проширила не само унутар Италије већ и и на остале земље Европе, тако да су до 10. марта 2020. године у Европи све земље, пријавиле најмање један случај Ковида-19, изузев Црне Горе.

Председник Светске здравствене организације Тедрос Аданом Гебреисус рекао је 
| „ | ...да је Европа сада епицентар пандемије Ковида-19, са више пријављених случајева заражених и преминулих од целог остатка света, ако се изузме Кина. | ” |

Број заражених дневно превазилази број пријављених у Кини на врхунцу епидемије, У Италији је средином марта за само 24 часа преминуло 250 људи.
Од 13. марта 2020. број оболелих у земљама широм Европе се удвостручио, уназад 3 до 4 дана, а неке земље (углавном оне у ранијим фазама откривања епидемије) показују удвостручење оболелих свака 2 дана. Поређења ради на глобалном нивоу за удвостручење оболелих било је потребно 27 дана, или по земљама Кина 33, Северна Кореја 13, Јапан 8, Србија 3 дана...
Од 15. марта Италија, Француска и Шпанија које су најтеже погођене пандемијом коронавируса, спроводе драстичне мере на сузбијању заразе. Брисел је ограничио извоз медицинске опреме из Европске уније у државе ван европског блока, и тиме угрозио здравствени систем европских земаља које још нису постале чланице Европске уније. Десетине милиона Европљана су у карантину, а Црна Гора, где није забележен ниједан случај, од 15. марта затворила је границе и увела обавезну самоизолацију за путнике из иностранства.
Лабораторије Института за јавно здравље Црне Горе 17. марта 2020. су потврдиле прве случајеве инфекције новим коронавирусом у Црној Гори, код једна особа заражена вирусом из Улциња, а друге из Подгорице. Пацијенти су женског пола – рођени 1948. и 1973. године, и оба су током претходног периода боравила у подручјима погођеним епидемијом. Након ове информације од 17. марта 2020. године у Европи су све земље, пријавиле најмање један случај COVID-19.
На глобалном нивоу од вируса короне заражено је 219 хиљада људи, приближно девет хиљада је умрло а 85 хиљада је излечено. У Европи је број смртних случајева превазишао Азију, а најтрагичније је у Италији, затим у Шпанији и Француској. До 19. марта најтрагичнији дневни биланс је у Италији у којој је умрло је 475 људи, а најтрагичније је у Ломбардији (319). То се догађа упркос карантину који је на снази већ две недеље а власти су га увеле да би се зауставило ширење вируса короне.
У Италији расте број преминулих од последица коронавируса. У последња 24 часа само у једном дану (19/20. 3. 2020) умрло је 627 особа.
Дана 21. марта је тачно месец дана од када је у Италија почела епидемија коронавируса (када је било само троје заражених). Из дана у дан број се мењао вртоглавом брзином и до 21. марта достигао је цифру од 793 изгубљених живота, што је највећи број преминулих од Ковида-19 у једном дану. То је пораст броја умрлих за 19,66%.
Коронавирус је однео је прву жртву и на Косову, пошто је 21. марта у Подујеву умро мушкарац стар 85 година, а потом и у Црној Гори, иако су међу последњим земљама Европи које забележиле први случај Ковида-19.
Од 22. марта готово у свим земљама Европе и света уведе су заштитне мере – затворени су кафићи, ресторани и тржни центри, а забрањени су већи јавни скупови.
Од 22. марта забележен је велики скок броја заражених у Хрватској – у 16 часова тога дана регистрована су нова 52 случаја, а укупно 306. Тамошње власти најавиле су затварање градова.
Друго жариште коронавируса после Италије је Шпанија у којој је 23. на 24. март 2020. умрло 435 људи,а укупан број преминулих је 2.220. Шпанска влада одлучила је да продужи ванредно стање за још 15 дана.
Нови црни рекорд у Италији постигнут је 26/27. марта, када је за 24 часа умрло 969 оболелих, регистровано 4.401 новозаражених.
Већ трећи дан заредом (последњих три дана марта), Француска пријављује драстичан раст броја оболелих и умрлих. Од првог марта умрле су 3.523 особе а 9.444 је излечено и изашло из болнице. Влада је наложила дезинфекцију улица и изградњу болница у спортским центрима.
Шпанија је крајем марта 2020. пријавила најцрњи дан од почетка пандемије са 849 смртних случајева. Тако је та земља са скоро 8.200 умрлих постала највеће жариште у Европи.
Последњег дана марта 2020. У Италији је регистровано 4.053 новозаражених што је за око 1.200 мање него претходних дана. Број умрлих остао је на око 800 дневно. Иако делује да се епидемија стишава одлучено је да мере забране кретања остају на снази бар до католичког Ускрса.

## Дистрибуција коронавирусне болести
| Приказ броја оболелих, умрлих и излечених од Ковида-19 у Европи (на дан 6. април 2020 | Приказ броја оболелих, умрлих и излечених од Ковида-19 у Европи (на дан 6. април 2020 | Приказ броја оболелих, умрлих и излечених од Ковида-19 у Европи (на дан 6. април 2020 | Приказ броја оболелих, умрлих и излечених од Ковида-19 у Европи (на дан 6. април 2020 | Приказ броја оболелих, умрлих и излечених од Ковида-19 у Европи (на дан 6. април 2020 |
| Земља                                                                                 | Потврђено случајева                                                                   | Умрло                                                                                 | Излечено                                                                              | Извори                                                                                |
| ------------------------------------------------------------------------------------- | ------------------------------------------------------------------------------------- | ------------------------------------------------------------------------------------- | ------------------------------------------------------------------------------------- | ------------------------------------------------------------------------------------- |
| Русија                                                                                | 654.405                                                                               | 9,536                                                                                 | 422.931                                                                               |                                                                                       |
| Уједињено Краљевство                                                                  | 272.826                                                                               | 38.376                                                                                | no data                                                                               | [ 7 ]                                                                                 |
| Шпанија                                                                               | 239.228                                                                               | 27.125                                                                                | 150.376                                                                               | [ 8 ]                                                                                 |
| Италија                                                                               | 232.664                                                                               | 33.340                                                                                | 155.633                                                                               | [ 9 ]                                                                                 |
| Немачка                                                                               | 181.482                                                                               | 8.500                                                                                 | 165.200                                                                               | [ 10 ]                                                                                |
| Турска                                                                                | 163.103                                                                               | 4.515                                                                                 | 126.984                                                                               | [ 11 ]                                                                                |
| Француска                                                                             | 151.496                                                                               | 28.771                                                                                | 68.268                                                                                | [ 12 ] [ 13 ]                                                                         |
| Белгија                                                                               | 61,509                                                                                | 9,754                                                                                 | 17,021                                                                                | [ 14 ]                                                                                |
| Холандија                                                                             | 46,422                                                                                | 5,956                                                                                 | no data                                                                               | [ 15 ]                                                                                |
| Белорусија                                                                            | 62,424                                                                                | 398                                                                                   | 47,553                                                                                | [ 16 ]                                                                                |
| Шведска                                                                               | 37,542                                                                                | 4,395                                                                                 | 4,971                                                                                 | [ 17 ] [ 18 ]                                                                         |
| Португалија                                                                           | 32,203                                                                                | 1,396                                                                                 | 19,186                                                                                | [ 19 ]                                                                                |
| Швајцарска                                                                            | 31,851                                                                                | 1,963                                                                                 | 29,200                                                                                | [ 20 ] [ 21 ]                                                                         |
| Ирска                                                                                 | 24,929                                                                                | 1,651                                                                                 | 22,089                                                                                | [ 22 ] [ 23 ]                                                                         |
| Пољска                                                                                | 34,775                                                                                | 1,477                                                                                 | 21,791                                                                                | [ 24 ]                                                                                |
| Украјина                                                                              | 44.998                                                                                | 1,173                                                                                 | 19,548                                                                                | [ 25 ]                                                                                |
| Румунија                                                                              | 27,296                                                                                | 1,667                                                                                 | 19,314                                                                                | [ 26 ]                                                                                |
| Аустрија                                                                              | 16,685                                                                                | 668                                                                                   | 15,520                                                                                | [ 27 ]                                                                                |
| Данска                                                                                | 11,633                                                                                | 571                                                                                   | 10,327                                                                                | [ 28 ]                                                                                |
| Србија                                                                                | 11,354                                                                                | 242                                                                                   | 6,524                                                                                 | [ 29 ]                                                                                |
| Чешка                                                                                 | 9,226                                                                                 | 319                                                                                   | 6,532                                                                                 | [ 30 ]                                                                                |
| Норвешка                                                                              | 8,435                                                                                 | 236                                                                                   | 7,727                                                                                 | [ 31 ] [ 32 ]                                                                         |
| Молдавија                                                                             | 8,098                                                                                 | 291                                                                                   | 4,455                                                                                 | [ 33 ]                                                                                |
| Финска                                                                                | 6,826                                                                                 | 316                                                                                   | 5,500                                                                                 | [ 34 ]                                                                                |
| Луксембург                                                                            | 4,016                                                                                 | 110                                                                                   | 3,815                                                                                 | [ 35 ]                                                                                |
| Мађарска                                                                              | 3,841                                                                                 | 517                                                                                   | 2,024                                                                                 | [ 36 ]                                                                                |
| Грчка                                                                                 | 2,892                                                                                 | 173                                                                                   | 1,374                                                                                 | [ 37 ]                                                                                |
| Бугарска                                                                              | 2,513                                                                                 | 140                                                                                   | 1,074                                                                                 | [ 38 ]                                                                                |
| Босна и Херцеговина                                                                   | 4,606                                                                                 | 188                                                                                   | 2,432                                                                                 | [ 39 ]                                                                                |
| Хрватска                                                                              | 2,245                                                                                 | 103                                                                                   | 2,059                                                                                 | [ 40 ]                                                                                |
| Северна Македонија                                                                    | 2,129                                                                                 | 126                                                                                   | 1,516                                                                                 | [ 41 ]                                                                                |
| Естонија                                                                              | 1,859                                                                                 | 67                                                                                    | 1,610                                                                                 | [ 42 ] [ 43 ]                                                                         |
| Исланд                                                                                | 1,805                                                                                 | 10                                                                                    | 1,794                                                                                 | [ 44 ]                                                                                |
| Литванија                                                                             | 1,670                                                                                 | 70                                                                                    | 1,229                                                                                 | [ 45 ]                                                                                |
| Словачка                                                                              | 1,520                                                                                 | 28                                                                                    | 1,338                                                                                 | [ 46 ]                                                                                |
| Словенија                                                                             | 1,473                                                                                 | 108                                                                                   | 1,357                                                                                 | [ 47 ]                                                                                |
| Албанија                                                                              | 1,122                                                                                 | 33                                                                                    | 857                                                                                   | [ 48 ]                                                                                |
| Косово                                                                                | 1,070                                                                                 | 30                                                                                    | 841                                                                                   |                                                                                       |
| Литванија                                                                             | 1,064                                                                                 | 24                                                                                    | 745                                                                                   | [ 49 ]                                                                                |
| Кипар                                                                                 | 942                                                                                   | 17                                                                                    | 784                                                                                   | [ 50 ]                                                                                |
| Андора                                                                                | 764                                                                                   | 51                                                                                    | 684                                                                                   | [ 51 ]                                                                                |
| Сан Марино                                                                            | 671                                                                                   | 42                                                                                    | 344                                                                                   | [ 52 ]                                                                                |
| Малта                                                                                 | 618                                                                                   | 9                                                                                     | 534                                                                                   | [ 53 ]                                                                                |
| Острво Мен                                                                            | 336                                                                                   | 24                                                                                    | 309                                                                                   | [ 54 ]                                                                                |
| Црна Гора                                                                             | 324                                                                                   | 9                                                                                     | 315                                                                                   | [ 55 ]                                                                                |
| Монако                                                                                | 98                                                                                    | 4                                                                                     | 90                                                                                    | [ 56 ]                                                                                |
| Лихтенштајн                                                                           | 82                                                                                    | 1                                                                                     | 55                                                                                    | [ 57 ]                                                                                |
| Исланд                                                                                | 12                                                                                    | 0                                                                                     | 0                                                                                     |                                                                                       |
| Ватикан                                                                               | 12                                                                                    | 0                                                                                     | 2                                                                                     | [ 58 ]                                                                                |
| Укупно                                                                                | 1.913.406                                                                             | 170.063                                                                               | 890.691                                                                               |                                                                                       |

## Критике и одговори на пандемију коронавирусне болести у Европи 2020
Иако су до 7. марта неки европски политичари позвали на привремено затварање унутрашњих граница Европе, Европска унија је до краја фебруара одлучила да одустане од идеје о суспензији шенгенског простора за слободна путовања и увођења граничне контроле са Италијом. Заменик лидера швајцарске Тицино лиге, Лорензо Куадри, ову одлуки критиковао је 29. фебруара: 
| „ | „Алармантно је да се догма о широм отвореним границама сматра приоритетом.“ | ” |

 Председник Сједињених Америчких Држава Доналд Трамп изјавио је 12. марта: 
| „ | Европска унија није предузела исте мере предострожности и ограничила путовање из Кине и других угрожених подручја, као што су то САД примењивале. | ” |

 Дана 9. марта чешки премијер Андреј Бабиш изјавио је да 
| „ | ...европске земље не могу забранити улазак италијанским држављанима у шенгенски простор. Једини могући начин је да италијански премијер позове своје суграђане да се суздрже од путовања у друге земље Европске уније. | ” |

 Након што су Чешка, Словачка, Пољска и Данска најавиле потпуно затварање својих државних граница, председница Европске комисије Урсула фон дер Леиен је 12. марта изјавила да 
| „ | „Одређене контроле могу бити оправдане, али генералне забране путовања се не види као мера. Штавише, забрана може имати снажан социјални и економски утицај, на нарушавање живота и пословање људи преко граница. | ” |

 Лидери Европске уније осудили су одлуку Сједињених Америчких Држава да ограничавају путовање из Европе у Сједињене Државе. Председник Европског већа Шарл Мишел и Урсула вон дер Леиен рекли су у заједничкој изјави: 
| „ | Европска унија не одобрава став да је америчка одлука о увођењу забране путовања донесена једнострано и без претходних консултација. | ” |

 И док су неки критиковали недостатак солидарности Европске уније са Италијом. Политико је 7. марта 2020. известио да су званичници и дипломате 
| „ | ...земаља Европске уније до сада одбијале апел Италије за помоћ у борби против коронавируса, јер се националне престонице брину да ће им можда требати време да обезбеде маске за лице и другу медицинску опрему како би помогли својим грађанима. | ” |

Стотине хрватских радника због коронавируса неће моћи да иду на посао у Словенију. Словеначка покрајина Долењска, где раде многи хрватски радници, од 16. 3. 2020. је подручје изразито високог ризика ширења Ковид-19, тако да ће они од 17. 3. на повратку с посла у Хрватску бити стављени под епидемиолошки надзор са двонедељним карантином, саопштио је карловачки Жупанијски штаб Цивилне заштите.
Као и у случају са Кином, ситуације у Италији је катаклизмична, јер се пре него што је цела Италија стављена у карантин: здравствени систем обрушио под бројем пацијената, доктори и сестре, већином и сами заражени и болесни, раде по неколико недеља без престанка, недостају респиратора и кревета за пацијенте. Где је Италија погрешила? Иако ово питање тражи отворену дебату, неколико чињеница стоји:
- Италија је у јануару повећала број авиопутника са Кином,
- први случајеви коронавируса тестирани су тек крајем фебруара, аепидемија је почела 21. фебруара, * политика изолације је донедавно важила само за северни део Италије. Укратко, Италија је реаговала неколико недеља прекасно.

Директор Светске здравствене организације Тедрос Адханом Гебрејесус 27. марта позвао је земље да се суздрже од употребе лекова за које није доказано да су ефикасни против Ковида-19, болести коју узрокује коронавирус.
Хронични глобални недостатак личне заштитне опреме је сада једна од највећих претњи нашој колективној способности да сачувамо животе", упозорио је Гебрејесус на конференцији за новинаре у Женеви.
Генерални секретар Организације уједињених нација Антонио Гутерес упозорио је крајем марта 2020. да се свет суочава са највећом кризом од Другог светског рата, са пандемијском претњом грађанима свих земаља, која ће донети рецесију која се неће моћи поредити са блиском прошлошћу.
У Италији је од 21 до 31. марта изграђена болница интензивне неге. На изградњи болнице радило је 500 људи, 24 сата дневно и у изградњу се укључило 100 фирми. У овој болници ће бити запослено 200 лекара, реаниматора и анестезиолога, 500 медицинских сестара и 200 осталих запослених.
Белгијске власти почеле су да од 8. априла ангажују хладњаче за одлагање тела преминулих због преоптрећености погребних установа, јављају белгијски медији. Последњих дана Белгија бележи трицифрен број жртава. Само у последња 24 сата, од последица инфекције корнавирусом умрло је 283 људи, а укупни број жртва пандемије на дан 8. април је 2.523.

## Позитивни примери
Као један од позитивних примера истиче се масовно тестирања на вирус корона на Исланду, чији резултати су наведени у овом цитату... 
Исландска истраживачка медицинска компанија Декод џенетикс понудила се да спроводе масовна тестирања на корона вирус како би се стекао увид у процентуалну заступљеност оболелих у популацији. Тестирање је почело 13. марта 2020. Рана фаза тестирања показала је да је мали број људи на Исланду заражен и да половина њих не показује никакве симптоме, а да друга половина показује симптоме налик благом грипу. Од 3.787 особа тестираних на Исланду 218 је позитивно на вирус. Најмање половина заражених била је ван земље, најчешће у подручјима високог ризика на Алпима (најмање 90 особа). Мало је вероватно да би масовна тестирања на националном нивоу могла да постану уобичајена пракса у земљама широм света.
Ови резултати подстакли су масовнија тестирања широм света, па и особа које претходно нису биле под сумњом да су заражене, чиме су спасени многи животи.